# Henry To'oTo'o
Henry Moses Ito Iese To'oTo'o (* 5. Januar 2001 in Sacramento, Kalifornien) ist ein US-amerikanischer American-Football-Spieler auf der Position des Linebackers. Er spielt seit 2023 für die Houston Texans in der National Football League (NFL).

## Frühe Jahre
To'oTo'o wurde in Sacramento, Kalifornien geboren. Seine Eltern sind samoanischer und tongaischer Abstammung. Er ging auf die La Salle High School in Concord, Kalifornien. Ab 2019 besuchte er zunächst die University of Tennessee. Ab 2021 ging er dann auf die University of Alabama, wo er für das Collegefootballteam in zwei Jahren 188 Tackles und 6,5 Sacks erzielte.

## NFL
To'oTo'o wurde im NFL Draft 2023 in der fünften Runde an 167. Stelle von den Houston Texans ausgewählt. In seiner ersten NFL-Saison lief er in 14 Spielen auf, von denen er sechs startete. Er erzielte 61 Tackles, verteidigte zwei Pässe und erzwang einen Fumble.
In der Saison 2024 wurde To'oTo'os Rolle nach der Verletzung seines Linebacker-Kollegen Christian Harris deutlich größer, er spielte in 15 Regular-Season-Spielen und lief dabei stets als Starter aufs Feld. Mit 105 Tackles (davon sieben für Raumverlust), 1,5 Sacks und einer Interception hatte er die besten Werte innerhalb seines Teams aufzuweisen.